# إليزابيث سمارت
إليزابيث سمارت (بالإنجليزية: Elizabeth Smart) هي مؤرخة أمريكية، ولدت في 3 نوفمبر 1987 في سولت ليك في الولايات المتحدة.

## وصلات خارجية
- الموقع الرسمي
- إليزابيث سمارت على موقع IMDb (الإنجليزية)
- إليزابيث سمارت على موقع إن إن دي بي (الإنجليزية)